# Капелн (Лаутерекен)
Капелн (њем. Kappeln) општина је у њемачкој савезној држави Рајна-Палатинат. Једно је од 98 општинских средишта округа Кузел. Према процјени из 2010. у општини је живјело 141 становника. Посједује регионалну шифру (AGS) 7336049.

## Географски и демографски подаци
Капелн се налази у савезној држави Рајна-Палатинат у округу Кузел. Општина се налази на надморској висини од 230 метара. Површина општине износи 7,7 km². У самом мјесту је, према процјени из 2010. године, живјело 141 становника. Просјечна густина становништва износи 18 становника/km².